# Hechtia mexicana
Espèce
Classification phylogénétique
Hechtia mexicana est une espèce de plantes de la famille des Bromeliaceae, endémique du Mexique.